# 극지대에서 보낸 지난 여름
극지대에서 보낸 지난 여름(Как я провёл этим летом, How I Ended This Summer)은 러시아 연방에서 제작된 알렉세이 포포그레브스키 감독의 2010년 드라마 영화이다. 그리고리 도브리긴 등이 주연으로 출연하였다.

## 출연

### 주연
- 그리고리 도브리긴
- 세르게이 푸스케팰리스

### 조연
- 이고르 체르녜비츠
- 아르티옴 츠카노브